# Koča na Kamniškem sedlu
Kamniška koča na Kamniškem sedlu (1864 m) je planinska postojanka, ki leži tik pod grebenom Kamniškega sedla (1903 m) (tudi Jermanova vrata), ki ga na zahodu omejuje ostenje Brane, na vzhodu pa Planjava. Proti jugu zložno pada proti zatrepu doline Kamniške Bistrice, na severu pa se strmo spušča v krnico Okrešelj in v Logarsko dolino. 
Prvo kočo je po temeljitih pripravah zgradila Kamniška podružnica SPD in je bila odprta 12. avgusta 1906.
Planinsko društvo Kamnik je leta 1953 kočo obnovilo in prizidalo jedilnico. Leta 1955 so, za potrebe vse večjega obiska gora, postavili tovorno žičnico. Ker je koča sčasoma postala premajha in ni več ustrezala zahtevam obiskovalcev, so zgradili novo. V maju 1981 so jo porušili in zgradili novo. Odprli so jo 23. julija 1983 ob 90-letnici Kamniške podružnice SPD. Leta 1990 so jo posodobili in postavili sončne celice za pridobivanje električne energije, leta 1992 pa je koča dobila tudi GSM povezavo. 
Koča je odprta od začetka junija do sredine oktobra. V velikem gostinskem prostoru je 120 sedežev in točilni pult. V 12 sobah je 70 postelj, na dveh skupnih ležiščih pa 40 ležišč. Štiri sobe imajo po 2 ležišči, ima tudi dva apartmaja s po 4-imi ležišči in tušem. Zimska soba ima 14 ležišč. V koči je WC, umivalnica in prha s toplo in mrzlo vodo. V gostinskem prostoru kamin in kaminska peč, voda je iz kapnice, za elektriko skrbi po potrebi tudi agregat. Koča ima telefon in internetni dostop.

## Razgledi
Ker koča leži pod sedlom, ji ta zapira pogled na sever. Zanj je treba stopiti na rob, od koder se pogled razširi na Okrešelj, nad njim se dviga Mrzla gora, lepo je viden slap Rinka, desno pod Okrešljem se pokaže Logarska dolina, za njo pa Olševa, desno nad dolino je skupina s Krofičko, levo pa gorski greben nad Matkovim kotom.
Na vzhodu se v bližini dviga zahodno ostenje Planjave, levo za njo se kaže Ojstrica, na jug se odpre pogled vzhodnim gozdnatim pobočjem Krvavca in v Kamniško Bistrico. Na zahodu se v bližini dviga Brana, desno za njo pa je nad Kotliči Turska gora.

## Dostopi
- 3.30 h: od Doma v Kamniški Bistrici (601 m)
- 1.30 h: od Frischaufovega doma na Okrešlju (1396 m)
- 2.30 h: od AP pod slapom Rinka v Logarski dolini čez Okrešelj

## Prehodi
- 6 h: do Cojzove koče na Kokrskem sedlu (1793 m) čez Tursko goro in Sleme
- 3 h: do Kocbekovega doma na Korošici (1808 m) čez Sukavnik in Britofe

## Vzponi na vrhove
- 1.30 h: Brana (2252 m)
- 2 h: Planjava (2394 m)
- 4 h: Ojstrica (2350 m) pod Planjavo čez Lučko Babo in Škarje
- 2.30 h: Turska gora (2251 m) čez Kotliče
- 4 h: Skuta (2532 m) čez Tursko goro